# Lucas Beerten
Lucas Beerten (Hasselt, 5 januari 2003) is een Belgisch voetballer die sinds 2023 uitkomt voor Roda JC.

## Clubcarrière
Beerten ondertekende in september 2018 zijn eerste profcontract bij KRC Genk, waar hij destijds instroomde bij de U9. Dit contract werd in mei 2021 opengebroken, waardoor Beerten tot medio 2024 aan de club verbonden was. In juni 2021 was Beerten een van de zeven beloftenspelers die voor de seizoensvoorbereiding mocht aansluiten bij de A-kern. In de eerste oefenwedstrijd van het tussenseizoen, tegen Eendracht Termien, hielp hij Cyriel Dessers met een assist aan een omhaaldoelpunt. In het seizoen 2021/22 speelde hij zes wedstrijden in de UEFA Youth League, waarin Genk in de achtste finale na strafschoppen werd uitgeschakeld door Liverpool FC.
In het seizoen 2022/23 maakte Jong Genk zijn intrede in Eerste klasse B, maar Beerten kwam dat seizoen mede door een langdurige blessure niet in actie voor de Genkse beloften. In de zomer van 2023 trainde hij mee met Roda JC, waar hij uiteindelijk een contract voor één seizoen met optie op een extra seizoen ondertekende. Op 27 oktober 2023 maakte hij zijn officiële debuut in het eerste elftal van de club: in de competitiewedstrijd tegen Jong Ajax (2-1-winst) liet trainer Bas Sibum hem tijdens de rust invallen voor Laurit Krasniqi. Zes dagen later kreeg Beerten zijn eerste basisplaats in de bekerwedstrijd tegen N.E.C. (5-3-verlies). In maart 2024 lichtte Roda JC de optie in het contract van Beerten, die hierdoor tot medio 2025 onder contract lag bij de club.

## Clubstatistieken
| Seizoen         | Club            | Land               | Competitie      | Competitie | Competitie | Beker | Beker | Supercup | Supercup | Europees | Europees | Totaal | Totaal |
| Seizoen         | Club            | Land               | Competitie      | Wed.       | Dlp.       | Wed.  | Dlp.  | Wed.     | Dlp.     | Wed.     | Dlp.     | Wed.   | Dlp.   |
| --------------- | --------------- | ------------------ | --------------- | ---------- | ---------- | ----- | ----- | -------- | -------- | -------- | -------- | ------ | ------ |
| 2023/24         | Roda JC         | Vlag van Nederland | Eerste divisie  | 21         | 0          | 1     | 0     | —        | —        | —        | —        | 22     | 0      |
| 2024/25         | Roda JC         | Vlag van Nederland | Eerste divisie  | 35         | 1          | 1     | 0     | —        | —        | —        | —        | 36     | 1      |
| Carrière totaal | Carrière totaal | Carrière totaal    | Carrière totaal | 56         | 1          | 2     | 0     | 0        | 0        | 0        | 0        | 58     | 1      |

Bijgewerkt op 28 mei 2025.